# Герхард Ріхтер (офіцер)
Ґергард Ріхтер (нім. Gerhard Richter; 21 листопада 1913, Нідергебра — 12 березня 1995, Неккаргемюнд) — німецький офіцер, майор люфтваффе. Кавалер Лицарського хреста Залізного хреста.

## Звання
- Фанен-юнкер-єфрейтор (1 жовтня 1934)
- Фанен-юнкер-унтер-офіцер (20 грудня 1934)
- Фенріх (7 червня 1935)
- Обер-фенріх (21 жовтня 1935)
- Лейтенант (20 квітня 1936)
- Обер-лейтенант (1 листопада 1938)
- Гауптман (1 вересня 1942)
- Майор (1 березня 1943)

## Нагороди
- Німецький імперський спортивний знак (8 вересня 1932)
- Нагрудний знак пілота (20 грудня 1936)
- Медаль «За вислугу років у Вермахті» 4-го класу (4 роки) (25 травня 1938)
- Нагрудний знак пілота (Югославія) (6 вересня 1938)
- Орден Корони (Югославія) 5-го класу (10 листопада 1938)
- Іспанський хрест в золоті з мечами
- Нагрудний знак військового пілота (Італія) (11 серпня 1939)
- Залізний хрест 2-го класу (16 вересня 1939)
- Медаль «У пам'ять 1 жовтня 1938» (2 жовтня 1939)
- Медаль «У пам'ять 22 березня 1939 року» (26 жовтня 1939)
- Залізний хрест 1-го класу (27 травня 1940)
- Лицарський хрест Залізного хреста (24 листопада 1940)
- Авіаційна планка винищувача в золоті (15 червня 1941)
- Срібна медаль «За військову доблесть» (Італія) (20 листопада 1941)
- Медаль «За італо-німецьку кампанію в Африці» (Італія) (20 травня 1943)
- Почесний Кубок Люфтваффе (23 серпня або 21 вересня 1943)

21 вересня 1943 року Ріхтер був представлений до нагородження Німецьким хрестом в золоті, але нагороду не отримав.